# Lego Creator (jogo eletrônico)
LEGO Creator é um jogo de computador lançado em 1998, desenvolvido pela Superscape e distribuído pela LEGO Media, para a plataforma PC.
O objetivo do jogo é o da construção de modelos com blocos LEGO virtuais. Não tem missões, objetivos, desafios ou quaisquer pontuações que incentivem a competitividade, privilegiando a criatividade.

## Características
- Faixa etária: 3+
- Número máximo de jogadores: 1
- Jogável em rede: Não
- Gênero: Simulador
- Desenvolvedor: Superscape
- Editor: LEGO Media